# Mad Kings

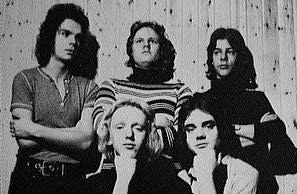
Ett av Sundsvalls popband på 1960-talet

Mad Kings var ett popband från Sundsvall aktivt mellan åren 1966–1971. Bandet bestod av ungdomar från trakten och sättningen var följande:
- Dennis Olsson: Trummor
- Anders Lindgren: Gitarr och sång
- Mats Danielsson: Saxofon
- Lennart Åström: Bas
- Anders Ullberg: Orgel